# Группа Барроу (театр)
Группа Барроу (англ. The Barrow Group) — некоммерческий, небродвейский театр (театральная труппа), школа актёрского мастерства и центр искусств в Нью-Йорке. Был основан в 1986 году супругами Ли Брок и Сетом Барришем и первоначально располагался в помещениях большой квартиры в районе улицы Барроу в Нью-Йорке. Сейчас Группа Барроу занимает помещение примерно 10 000 футов² (более 900 м²) в Мидтауне, в котором размещаются два театральных зала на 99 и 50 зрителей, а так же несколько учебных студий. По данным на официальном сайте Группы, в год она проводит более 70 разнообразных публичных выступлений, включая лекции, тренинги и театральные постановки.
Хотя изначально проводить обучение актёрскому мастерству в Группе Барроу не предполагалось, сейчас учебная деятельность школы является для коллектива равно важной по отношению к работе театра. Группа стала предлагать мастер-классы в 1990 году после того, как несколько десятков профессиональных (то есть взрослых!) актёров попросили об обучении, вдохновлённые работами театральной труппы. Несколько лет спустя в школу была принята Энн Хэтэуэй, которая стала первым и единственным на тот момент подростком, обучающемся в The Barrow Group. Сейчас в школе есть детские (7—9 лет), подростковые (10—13 лет), юношеские (14—17 лет) и взрослые программы. Общее число студентов за год, получивших то или иное образование в школе, достигает 4200.

Работы Группы Барроу отмечены многими премиями. Среди них премия Драма Деск (англ. Drama Desk Award), премия Люси́ль Ло́тел (англ. Lucille Lortel Awards) и Офф-Бродвейская театральная премия (англ. Off-Broadway Theater Awards, Obie Award). Среди учеников значатся:
- Энн Хэтэуэй
- Лиза Мастерс[10]
- Денис О’Хэр
- Ве́ра Фарми́га
- Лола Кёрк
- Э́нтони (То́ни) Хейл
- Мартин Моран[англ.]
- За́кари Бут
- Сари́та Чоудху́ри
- Пурна Джаганнатан
- Майкл Шталь-Дэ́вид